# Francmasonerie

Marele Arhitect al Universului

Francmasoneria (sau „masoneria”), ca instituție, este un ordin inițiatic ai cărui membri sunt înfrățiți prin idealuri comune morale, spirituale și sociale, prin inițierea conformă unui ritual comun, prin jurământul depus pe una din cărțile sfinte ale marilor religii (Biblia, Coranul, Dao de Jing, Vedele hinduse, Tripitaka budiste, sau alte scrieri considerate sacre) și, în majoritatea ramificațiilor, prin credința într-o „Putere Supremă” spusă „Marelui Arhitect al Universului”. Organizațiile masonice, prezente în majoritatea țărilor, se regăsesc sub forma obediențelor autonome, „mari loje” sau „Mare Orient” (grupări de loji), ele însele compuse din „loji albastre” (zise și „ateliere”) de câte 7-50 de persoane (uneori chiar mai multe). Numărul francmasonilor în lume este de circa patru milioane, majoritatea în Statele-Unite și în Europa occidentală.
În mod mai larg și parțial abuziv, „francmasoneria” desemnează în același timp o disciplină spirituală, precum Alchimia, și instituția tradițională care reunește practicanții acestei discipline, în loji sau confederații de loji, numite Mari loji.

## Etimologie
Cuvintele „francmason”, „francmasonerie” sunt forma românească a cuvintelor engleze free mason, francez francmaçon și german Freimaurer care înseamnă „zidar,constructor liber” și reprezintă o moștenire a uneia din rădăcinile francmasoneriei: breasla zidarilor care construiau biserici, bazilici și catedrale în Evul mediu (vezi mai jos). Nicolae Stoica de Hațeg în Cronica Banatului (1785), amintește de „frai-maorii, frai-gaisterii cu lojile lor”. În secolul al XIX-lea, a apărut în limba română și varianta „farmazon”, provenită din cuvântul similar rusesc însemnând „năzdrăvan”, cu aceeași origine ca și „farmec” și „farmacie” (în elenă „vrajă”, „leac”).

## Definiție
Potrivit dicționarului enciclopedic The New Encyclopedia Britannica, francmasoneria este cea mai vastă societate secretă din lume (mai corect spus ar fi însă: „societate discretă”), răspândindu-se mai cu seamă datorită întinderii în sec. al XIX-lea a Imperiului Britanic. Însă francmasoneria a funcționat în secret doar atunci și acolo unde a fost interzisă de lege. Ea nu este prin natura ei o asociație secretă, deși prezintă asemănări, mai mult sau mai puțin literale, cu Școlile de Mistere din Antichitate.
Însă, potrivit definiției date de masonii înșiși, masoneria este: „o asociație de oameni liberi și de bune moravuri care conlucrează pentru binele și progresul societății prin perfecționarea morală și intelectuală a membrilor săi.”

## Simbolistică și istorie

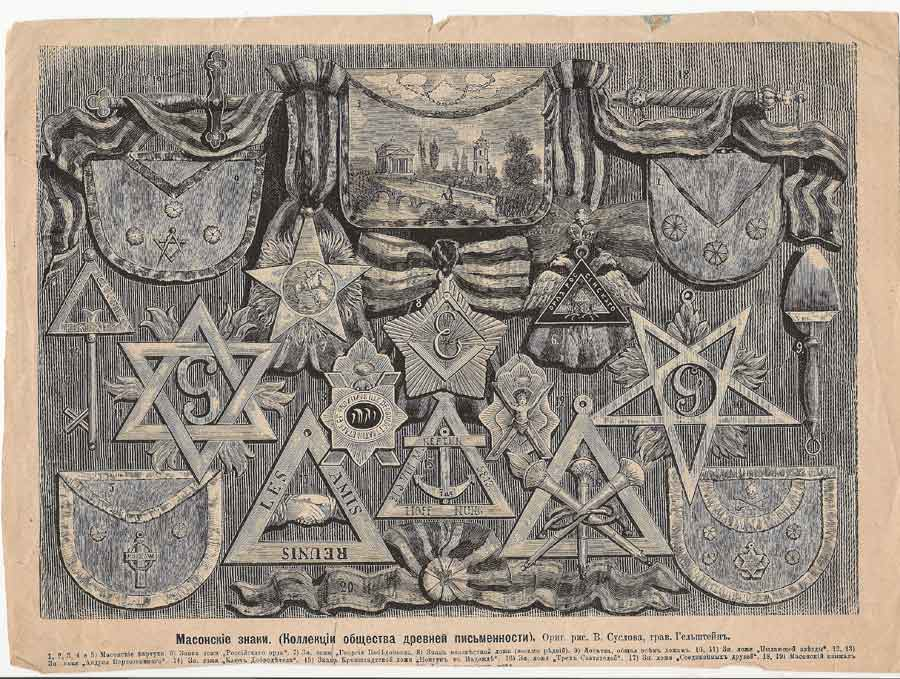
Simboluri masonice.

Francmasoneria a fost comparată cu un salcâm bătrân având mai multe rădăcini (mișcări, societăți, bresle sau ordine mai mult sau mai puțin ezoterice, de la care a moștenit idei, ritualuri și simboluri) și mai multe ramuri (obediențele și ritualurile actuale). Multe legende, unele ostile, circulă despre originile masoneriei: unele implică preoții Egiptului antic, altele pitagoreicii, altele pe Cavalerii Templieri. Înșiși francmasonii sunt de păreri diferite în această privință. Ce este sigur, potrivit istoricului mason Albert Mackey, este că francmasoneria în forma ei actuală a apărut în Marea Britanie în secolul al XVIII-lea. Potrivit istoricilor D. G. R. Șerbănescu și Jacques Pierre, masoneria a apărut în țările române spre mijlocul sec. al XVIII-lea și s-a dezvoltat rapid la începutul secolului următor.
Astăzi, principalele simboluri masonice sunt cele „trei mari lumini”: „echerul”, „compasul” și „volumul Legii Sacre”, precum și litera „G”, scrisă în interiorul unui echer și al unui compas, care reprezintă de fapt inițiala cuvintelor „God” (zeu), „geometrie, generare, geniu, gnoză”... În Statele Unite ale Americii, simbolul începe să fie folosit în anul 1773, în taverna Dragonul Verde, care funcționa ca Lojă masonică cu denumirea Sf. Andrei, aflată la acea vreme sub obediența Marii Loji a Scoției. Albert Mackey considera că masonii au fost învățați că „masoneria și geometria sunt sinonime” și că „simbolurile geometrice care se găsesc în ritualurile francmasoneriei moderne pot fi considerate rămășițele secretelor geometrice cunoscute de masonii Evului Mediu, despre care acum se crede că s-au pierdut”. Geometria ocultă, denumită uneori „geometrie sacră”, folosește de mult timp simboluri geometrice, ca de exemplu cercul, triunghiul, pentagrama etc., pentru ilustrarea unor idei metafizice și filozofice.

Echerul și compasul împreună cu litera G

Christopher Knight și Robert Lomas au dat o interpretare interesantă binecunoscutelor simboluri masonice echerul și compasul. Ei susțin că au apărut ca o formă stilizată a vechiului simbol pentru puterea regală - o piramidă a cărei bază reprezenta puterea terestră, peste care era gravată o piramidă întoarsă, care reprezenta puterea cerească a preotului. Aceste piramide ale puterii creează, prin alăturare, simbolul ajuns să fie cunoscut sub numele de „steaua lui David”. Potrivit celor doi autori, simbolul a fost folosit pentru prima oară pe scară largă când a apărut pe frontispiciul unui mare număr de biserici medievale, iar cele mai timpurii exemple de folosire a acestuia pe clădirile ridicate de Cavalerii Templieri. Utilizarea sa în sinagogi a apărut mult mai târziu (au afirmat Knight și Lomas).
Una dintre tradițiile masonice susținea că Avraam, patriarhul evreilor, le-a transmis egiptenilor învățături speciale după potop. Mai târziu, învățăturile (despre care se spunea ca ar fi reprezentat opera legendarului Hermes Trismegistus) au fost adunate de filosoful Euclid într-un volum. El le-a studiat sub denumirea „geometrie“. Inițial grecii, apoi romanii, au numit această disciplină „arhitectură”.
Legendele masonice plasează formarea organizației în epoca Turnului Babel și în cea a construirii Templului din Ierusalim de către regele Solomon, despre care se pomenește în Biblie. Or, potrivit lui Mircea Eliade „istoria începe în Sumer”.
Practic, începuturile masoneriei operative reprezintă începuturile culturii urbane, construcția primelor orașe-cetăți. Din punct de vedere al preistoriei speciei umane însă, omul a fost dintotdeauna un cioplitor al pietrei. Când arta cioplirii pietrei a fost combinată cu geometria, a apărut Arhitectura. Primii Mari Maeștri au fost, de fapt, Arhitecți.
În secolul al XIX-lea, Mackey afirma că masonii din epoca medievală preluaseră atât cunoștințele în materie de construcții, cât și modelul de organizare de la „arhitecții Lombardiei”. Această breaslă din nordul Italiei a fost prima ai cărei membri și-au asumat numele de „francmasoni“, care a devenit prescurtarea pentru „Ordinul frățesc al cioplitorilor în piatră liberi și recunoscuți ca atare. Expresia „recunoscuți ca atare” era folosită în cazul membrilor intrați mai târziu în ordin și care nu aveau nici o legătură cu întemeietorii acestuia, cioplitorii în piatră. O lucrare de alchimie în care se pomenește expres termenul de „francmason” poate fi datată în anii '50 din secolul al XV-lea.
Alți cercetători masoni susțin că apariția ordinului poate fi datată istoric în perioada Romei antice, contemporan cu „collegium fabrorum” (colegiul muncitorilor) - un grup de constructori și arhitecți devenit un prototip pentru organizarea ulterioară a breslelor. Majoritatea scriitorilor plasează apariția secretelor masonice în epoca existenței preoților războinici, eroi ai cruciadelor, „cavalerii templieri”. Un scriitor din secolul al XVIII-lea susținea că francmasoneria modernă ar fi fost întemeiată de Godefroy de Bouillon, liderul primei cruciade, care a cucerit Ierusalimul și despre care se spune că ar fi întemeietorul misterioasei „Stăreții a Sionului”.
Secretele privitoare la originea francmasoneriei au fost păstrate cu strășnicie, în ciuda publicării a numeroase cărți și articole referitoare la acest subiect. Walter Leslie Vilmshurst, un mason de seamă și autor al lucrării The Meaning of Masonry, scria: „Adevărata istorie secretă a apariției masoneriei nu a fost făcută publică nici în rândurile organizației însăși”. Mulți cercetători cred chiar că majoritatea masonilor au pierdut din vedere adevărata origine și scopul organizației. „Tabloul de ansamblu al masoneriei este acela al unei organizații care și-a pierdut înțelesul originar” - scriau autorii lucrării The Templar Revelation.
În epoca în care patru loji londoneze au format o „Mare Lojă Unită” în 1717, francmasoneria speculativă ajunsese să domine complet întemeietorii acestei organizații - zidarii sau "masonii lucrători". Francmasoneria și-a dobândit cunoștințele ezoterice mai ales de la masonii speculativi, filosofi, alchimiști, gnostici, hermetiști sau rozacrucieni.
Webster afirma: „Originile francmasoneriei nu pot fi identificate din nici o sursă sigură, dar ordinul a apărut dintr-o combinație de tradiții care au evoluat și s-au contopit într-o perioadă mai lungă de timp. Astfel, masoneria lucrătoare ar fi putut proveni din colegiile romane prin intermediul breslei zidarilor din Evul Mediu, în timp ce masoneria speculativă ar fi putut proveni din rândurile patriarhilor ebraici și din misteriile păgânilor. Dar sursa de inspirație ce nu poate fi negată este Cabala evreiască... Cert este că, atunci când au fost concepute ritualul și statutele masoneriei în 1717, cu toate că au reținut anumite fragmente ale vechilor doctrine egiptene și pitagoreice, versiunea iudaică a tradițiilor secrete a fost cea aleasă de fondatorii Marii Loji, pentru ca, pornindu-se de la ea, să își construiască propriul sistem“.
Francmasoneria a continuat să își lărgească tot mai mult rândurile, iar în 1720 au fost înființate loji masonice în Franța, sub auspiciile Marii Loji Unite din Anglia. Acestea au format în 1735 o Mare Lojă la Paris. Marea Lojă era diferită de lojile scoțiene, care fuseseră formate după ce Carol I Stuart fugise din Anglia. Tensiunile dintre cele două ramuri ale masoneriei franceze s-au accentuat în 1746, odată cu exilarea din Anglia a lui Carol Eduard, poreclit „Scumpul prinț Charlie” Stuart, sau „tânărul pretendent”, și a susținătorilor lui care au încurajat folosirea ordinului în scopuri politice.
Gradele cavalerești ale Francmasoneriei au fost inventate de Andrew Michael Ramsay, un scoțian care trăia în Franța, iacobit și convertit la catolicism, care afirma că Francmasoneria este continuatoarea Cavalerilor Templieri, deoarece fanteziile despre ordinele cavalerești erau în mare vogă.
În acea epocă a devenit cunoscută marelui public adevărata origine a francmasoneriei. În 1737, profesorul fiilor prințului Carol Eduard care era și membru al Societății Regale, Andrew Michael Ramsay, a rostit un discurs în fața francmasonilor din Paris, discursul supranumit „Cuvântarea lui Ramsay”, în care acesta declara: „Ordinul nostru a format o uniune de nedespărțit cu Cavalerii Sf. loan de la Ierusalim” - ordin foarte apropiat de cel al templierilor. Ramsay mai spunea că francmasoneria era legată de școlile antice ale misteriilor, patronate de zeița greacă Artemis și de cea egipteană Isis.
Masonul german, Karl Gotthelf Baron von Hund a devenit membru al lojei din Frankfurt și în 1751 a întemeiat aici o filială a ritului scoțian, numită „Ordinul strictei observanțe”; după rostirea jurământului ce prevedea supunerea necondiționată față de ordinele unor superiori misterioși și „nevăzuți”, așa cum a fost descris pe parcursul volumului, ordinul a sfârșit prin fuziunea dintre Ordinul Iluminaților și francmasoneria germană, în timpul congresului de la Wilhelmsbad.
Hund a recunoscut că ducea mai departe tradițiile cavalerilor templieri, care fuseseră constrânși la începutul secolului al XIV-lea de regimul lui Filip cel Frumos, regele Franței, să se autoexileze în Scoția. Membrii acestui ordin s-au autoproclamat „Cavaleri ai Templului”. El pretindea că ar transpune în viață ordinele unor „superiori necunoscuți” a căror identitate și loc de reședință nu erau precizate niciodată, în timp ce alții au pretins că acești „superiori” nu erau oameni. Majoritatea cercetătorilor cred că ei erau probabil susținătorii iacobiți ai Stuarților, care au murit sau și-au pierdut credința după înfrângerea tânărului pretendent la tron. În orice caz, primele loji pariziene și primii Mari Maeștri francezi erau britanici iacobiți în exil.

### Teza lui Gould
Robert Freke Gould⁠(en)[traduceți], membru al lojii de cercetare Quatuor Coronati nr. 2076, a formulat teza că masonii operativi nu speculau („mistic”) asupra activității lor practice, dar la un moment dat au cooptat „gentlemeni masoni”, care au introdus elementul speculativ, făcând tranziția la masoneria speculativă. Azi teza lui Gould este considerată falsă. „Mai întâi, Francmasoneria este mult mai veche decât 1717. A doilea, Francmasonii timpurii nu erau oameni simpli.” Distincția dintre masonii operativi și cei speculativi este falsă, deoarece cei operativi erau totodată și speculativi. Dar distincția dintre masonii lucrători și gentlemenii masoni este validă.
„Constituțiile vechi manuscrise” ale Francmasoneriei au fost atestate începând cu 1352. În 1598 și 1599 au fost atestate trei loji masonice, ele fiind comparabile cu cele moderne.

## Organizare

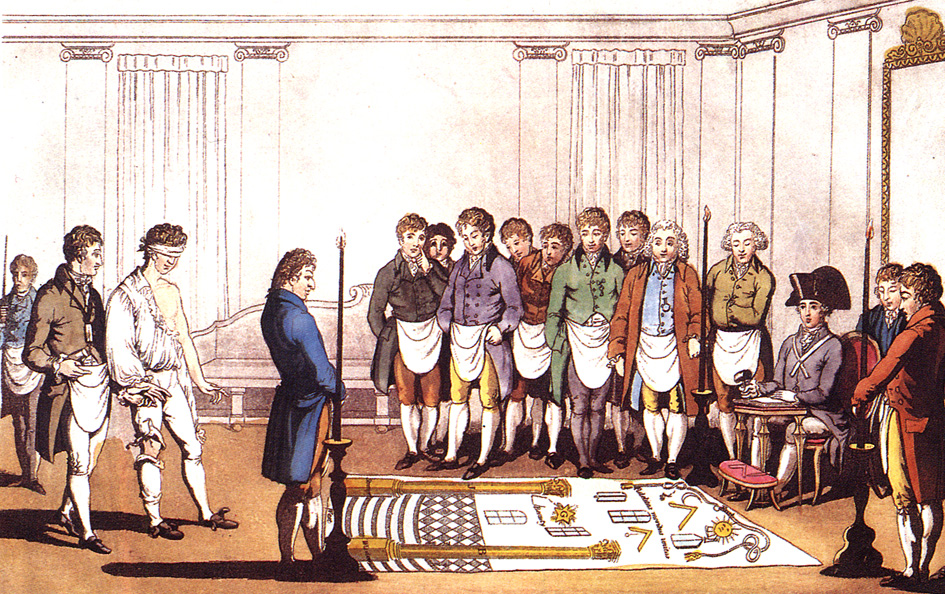
Inițierea unui ucenic francmason în jurul anului 1800. Aceasta gravură este bazată pe cea a lui Gabanon pe aceeași temă din 1745. Costumele participanților sunt schimbate după moda englezească de la începutul secolului al XIX-lea și gravura este colorată, dar în rest gravura este asemănătoare cu cea din 1745.

Francmasoneria este organizată în „clase, grade” și „rituri”. Partea aproximativ comună tuturor riturilor este „Clasa lojilor albastre”, cu trei grade: „ucenic, calfă, meșter” (sau „ucenic, companion, maestru”). Meșterii masoni pot face parte, după primirea acestor trei grade, numite și simbolice, în gradele de perfecționare a diferitelor rituri. Cele mai cunoscute și larg răspândite sunt „Ritul York” și „Ritul Scoțian Antic și Acceptat”.
Wilmshurst nota: „Dezvoltarea (francmasoneria) s-a sincronizat cu scăderea interesului față de religia tradițională și rugăciunea în biserică“. „Principiile simple de credință și idealurile umanitare ale francmasoneriei iau, în cazul unor persoane, locul teologiei clasice din bisericile diverselor confesiuni religioase”.
Deși liderii săi neagă că ar fi religie, masoneria a constituit pentru unii un înlocuitor al cultului religios. De aceea, nu este de mirare că Biserica a trebuit să fie circumspectă cu privire la răspândirea învățăturilor masonice. Wilmshurst spunea că, dacă o persoană caută să dobândească lumina „sub forma întăririi conștiinței de sine și a creșterii capacităților paranormale... trebuie sa fie pregătită să se dezbrace de toate prejudecățile și modelele de gândire avute până atunci și, cu o slăbiciune și blândețe asemănătoare cu acelea ale unui copil, să fie pregătită să își «deschidă» mintea, pentru a primi niște adevăruri noi și poate șocante pentru ea”. Referindu-se la înțelesurile masoneriei și caracterizându-le ca fiind „învăluite în mister” și „criptice”, el scria: „Acestea reprezintă un subiect de cele mai multe ori neabordat care, prin urmare, rămâne în cea mai mare parte necunoscut membrilor săi, cu excepția celor foarte puțini care-l studiază în particular...”
Trecerea de la societățile secrete sau discrete antice la organizațiile inițiatice mai moderne a fost întărită de introducerea acestei francmasonerii „iluminate” la sfârșitul secolului al XVIII-lea, organizație care îmbină legendele ezoterice mai vechi cu tradițiile cabalistice. Aceste secrete se dezvăluie inițiaților din cercurile mai interioare ale francmasoneriei, în timp ce ceilalți membri ai acestei organizații, care nu le cunosc, continuă să se bucure de învățătura și de prietenia pe care le găsesc în ea.

## Dezbaterile despre francmasonerie

### Pro și contra: ce spun partizanii și adversarii francmasoneriei
Despre Masonerie există două puncte de vedere
- Primul, pro-masonic, prezintă masoneria ca pe o organizație fraternă, ai căror membri sunt uniți de idealuri comune morale și metafizice care fac parte din mișcarea filozofică umanistă. În cele mai multe dintre ramuri, francmasonii sunt de asemenea uniți de credința într-o Ființă supremă transcendentă, indiferent de numele pe care I-l dau credincioșii. Câtă vreme masoneria tinde spre perfecționarea omului, este compatibilă cu orice credință sau convingere sinceră și nu ar trebui să apară probleme. În argumentarea pro-masonică se invocă actele de caritate, nu puține, calitatea membrilor, adesea oameni cu multiple competențe și răspunderi, comportamentul modest și conduita exemplară a francmasonilor în societate, precum și sprijinirea diverselor proiecte umanitare. Fiind foarte clare și bine definite, aceste caracteristici nu necesită o analiză introspectivă.
- Al doilea, anti-masonic, prezintă această organizație într-o lumină diabolică, socotind-o o pseudoreligie, cu o organizare ermetică, antisocială, complotistă si satanistă. Adversarii francmasoneriei au apărut chiar de la nașterea acesteia. Astăzi, unii clerici creștini sau musulmani consideră francmasoneria ca primejdioasă pentru credincioși, întrucât francmasonii pot fi de orice credință fără discriminări, prin urmare amestecați, și propovăduiesc toleranța față de cei ce nu împărtășesc aceleași convingeri, câtă vreme aceste convingeri respectă democrația și drepturile omului. Potrivit respectivilor clerici, o asemenea poziție nu poate fi compatibilă cu dogma religioasă.

Augustin de Barruel, un iezuit exilat din Franța, folosind niște idei plagiate de la John Robison⁠(en)[traduceți], a enunțat o teorie conspirativă că evreii, francmasonii și illuminati vor să dărâme toate monarhiile plus Vaticanul, pentru a fonda o republică mondială. Dar Barruel nu acuza pe toți masonii și se considera pe sine mason. Barruel acuza Templierii că au supraviețuit în ascuns și s-au infiltrat în Francmasonerie, în scopul de a distruge creștinismul.
Ideea originală a lui Barruel a fost să-i înfățișeze pe evrei ca fiind angajați într-o conspirație globală, o forță motrice a istoriei lumii (până atunci, consensul general era că evreii sunt prea lipsiți de putere să facă asta). Mai târziu, Barruel s-a abținut de la republicarea cărții sale „de teamă că aceasta ar duce la un masacru al evreilor”.
Istoricii americani, deși au remarcat că Benjamin Franklin și George Washington au fost într-adevăr masoni activi, au minimizat importanța masoneriei în provocarea Revoluției Americane, deoarece ordinul masonic era apolitic și includea atât patrioți, cât și pe inamicii lor, loialiștii.
Un timp, Biserica Romano-Catolică a reprezentat o putere spirituală dar și lumească care nu admitea ca oameni de credințe si religii diferite să interacționeze cu catolicii, pentru a nu da naștere unor erezii. Biserica Romei percepea această confruntare de idei, precum și promovarea liberului cuget (libertății conștiinței), ca fiind cea mai periculoasă destabilizare a credinței membrilor ei. A devenit astfel incompatibilă calitatea de catolic cu cea de francmason, în timp ce Biserica Ortodoxă nu avea poziții ostile masoneriei (astfel că arhimandritul Efremie din Chișinău, care a întemeiat loja „Zorile” la Silistra, sau istoricul academician Mihail Ștefănescu, episcop al Dunării de jos, au putut fi simultan clerici ortodocși și francmasoni).
În timp s-au creat mituri antimasonice din ce în ce mai exotice, trecând prin Protocoalele înțelepților Sionului, un fals dovedit, și culminând în prezent cu teoriile moderne ale conspirației, care au adăugat peste miturile existente ipoteze fantastice despre originea francmasoneriei într-o frăție antică a unor „reptilieni”, urmași corciți ai unor extratereștri și ai oamenilor cei mai „vicioși” .
În timpul celui de-al doilea război mondial au circulat în toată Europa expoziții, broșuri și filme antimasonice create de „Propagandastaffel” a lui Joseph Goebbels, traduse în toate limbile, care au beneficiat de o intensă publicitate, astfel că o generație întreagă și descendenții ei, cunosc francmasoneria doar prin temele expuse în acele documente și filme. Asemenea publicații abundă pe plan internațional și astăzi.
Comunismul se opune de asemeni francmasoneriei, pe care o consideră mișcare burghezo-moșierească, cosmopolită și antipatriotică. Faptul că francmasonii pot fi de orice convingere politică democrată fără discriminări, lăsând politica la poarta lojei și păstrând pentru adversarii politici stimă și respect, nu este compatibil cu așa-zisa luptă de clasă.
Incompatibil cu idealurile masonice este și naționalismul de tip nedemocrat, care își promovează neamul nu prin patriotism (iubirea pentru o țară, și pentru toți locuitorii ei; promovarea unui neam printre celelalte, în cadrul democrației), ci prin xenofobie (iubirea exclusivă pentru un singur neam, însoțită de marginalizarea minorităților și de ostilitate față de străinătate, în cadrul unui regim autoritar). Este logic ca partidele cu ideologie naționalistă de tip nedemocrat să fie adversare ale masoneriei. Atitudinea net potrivnică francmasoneriei provine din incultură, superstiții, fanatism și din propaganda dictaturilor.
Biserica Ortodoxă, initial tolerantă față de masonerie, ia în anii 1930 poziții ostile, în timp ce biserica catolică, dimpotrivă, și le deschide pe ale sale. Biserica ortodoxă a Greciei, de exemplu, a hotărât în 1933 că „francmasoneria nu poate fi compatibilă cu creștinismul“ și că „toți fiii credincioși ai bisericii trebuie să se ferească de francmasonerie“. Biserica Ortodoxă Română, prin ședința Arhivat în 27 august 2006, la Wayback Machine. Sfântului Sinod din 11 martie 1937, aprobă anatemizarea francmasoneriei, considerând-o ocultă și anticreștină. Astfel, Sfântul Sinod al Bisericii Ortodoxe Române din 1937 a hotărât că se impune „o acțiune persistentă publicistică și orală de demascare a scopurilor și activității nefaste ale acestei organizații”. În cazul în care nu se căiesc, „Biserica le va refuza slujba la moarte. De asemenea, le va refuza prezența ca membri în corporațiile bisericești”. Această poziție mai este oficială și astăzi.

### Mentalitatea francmasonică

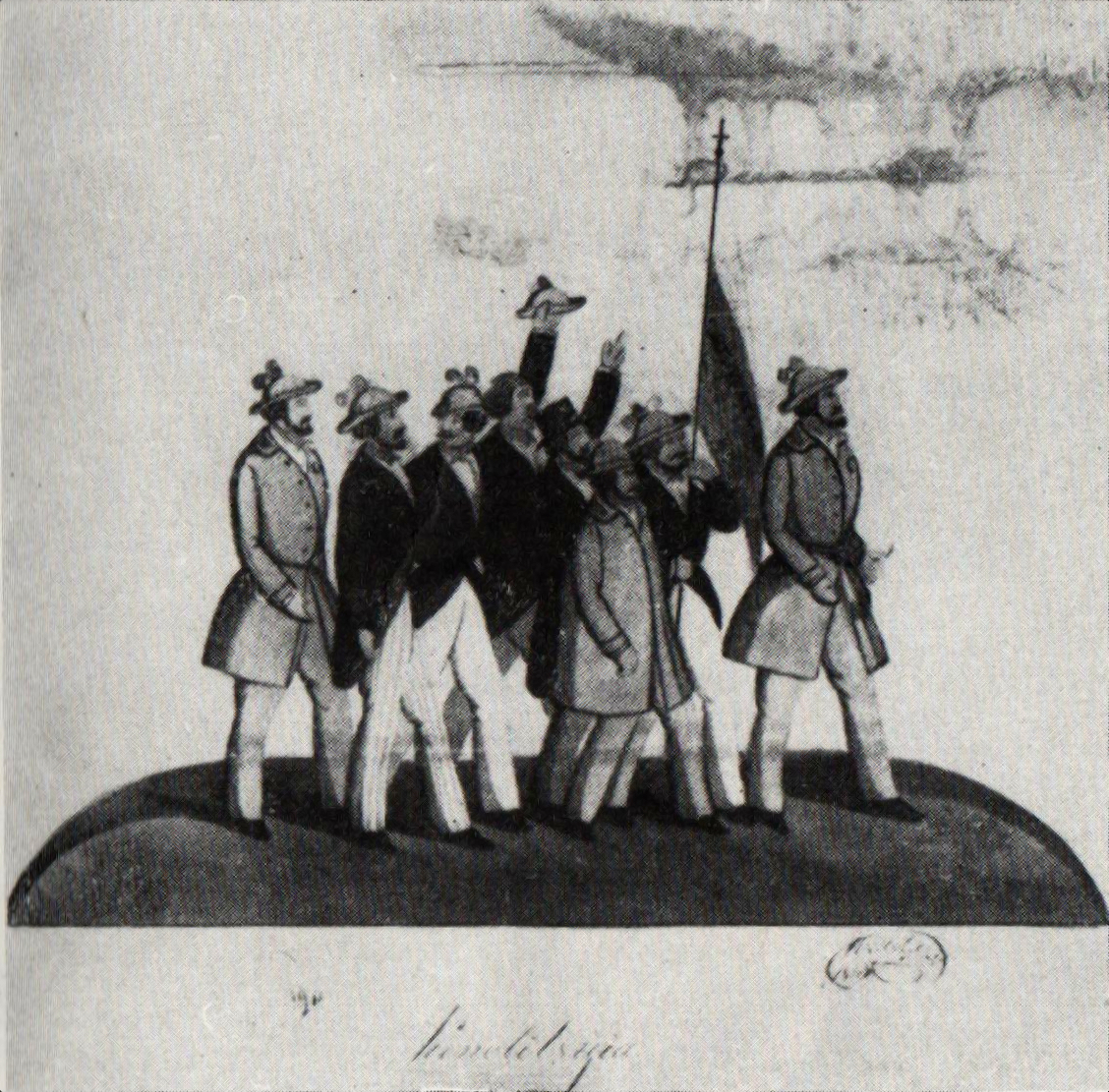
Grupul de manifestanți pentru revoluție la 1848 - de Costache Petrescu.

Mentalitatea francmasonică este, după Mircea Eliade un mod de a gândi și de a acționa în același timp esoteric (adică intim, tainic, nearătat mulțimii, împărtășit de grupuri restrânse de oameni care se recunosc între ei tocmai prin acest fel de a fi și prin anumite expresii și semne comune, învățate printr-o inițiere comună) și exoteric (adică prin declarațiile și acțiunile lor publice). Dar Eliade nu este singurul care a vorbit despre această mentalitate. Ea a fost evocată, nu neapărat sub această denumire (de cele mai multe ori apare sub numele de "mentalitate occidentală" sau "cosmopolită") și de alți autori, precum și de adversarii francmasoneriei.
Mentalitatea francmasonică depășește cu mult cadrul strict al obediențelor masonice, indiferent că persoanele care au această mentalitate, sunt conștiente sau nu de izvoarele ei. Această mișcare, pentru care persoana umană, viața și nevoile sale (materiale și sufletești) sunt centrul și prioritatea tuturor preocupărilor omenești, nu este nouă în istoria omenirii și apare încă din Antichitate. Dar în cursul Renașterii se înmulțesc în Europa tot felul de societăți și grupuri care caută să creeze noi forme de relații sociale și de orânduiri politice al căror scop este, mai înainte de orice, bunăstarea și realizarea omului, prin cele trei principii ale libertății, ale egalității și ale frăției între inși de origini, convingeri și situații sociale diferite. Printre aceste mișcări se numără și francmasoneria, dar un om poate ajunge să împărtășească acest fel de a gândi fără să fie francmason, prin propria experiență și cultură (și, dacă intră în contact cu vreun francmason, și dacă acesta observă convergența, poate fi invitat să intre în rândurile masoneriei). Dar este de asemenea posibil ca un francmason, prin vorbele și acțiunile sale, să răspândească în jurul lui această mentalitate, în mediul său profesional, cultural, politic, geografic sau familial.

Întmeietorii Statelor Unite, redactori ai Constituției americane, în frunte cu G. Washington, purtând însemne masonice.

Multe societăți, cum au fost de exemplu, în România, Frăția sau Junimea, pot fi astfel impregnate de mentalitatea francmasonică. Studenții români de la Paris, în secolul XIX, au avut profesori francmasoni și o parte dintre ei au fost inițiați în loja „Ateneul străinilor”; alți români au întemeiat la Bruxelles loja „Steaua Dunării”, desemenea prezentă la Iași, Galați și București, din care au făcut parte, printre alți oameni de vază ai vremii, Vasile Alecsandri, Ion Heliade Rădulescu, Spiru Haret, Carol Davila, Alexandru Ioan Cuza și Mihail Kogălniceanu.
Aproape toți întemeietorii Statelor unite ale Americii, printre care George Washington și Benjamin Franklin, erau francmasoni sau împărtășeau mentalitatea francmasonică. Un alt exemplu celebru din lumea anglo-saxonă este Winston Churchill.

#### Definiția[20]

Mentalitatea francmasonică

Pe planul filozofic mentalitatea francmasonică nu este nici religioasă (chiar dacă anumiți francmasoni pot fi ispitiți să facă din francmasonerie o religie sau chiar o sectă în locul adevăratelor religii) nici anti-religioasă (cea mai mare parte din masonerie crede în Dumnezeu pe care Îl consideră ca fiind un „Mare Arhitect al Universului”, același și unul, indiferent cum îl văd și cum îl numesc oamenii). Dar este adevărat că mentalitatea francmasonică cuprinde idei care pot fi potrivnice intereselor anumitor membri ai clerului ca factori economici și sociali : de exemplu promulgarea legilor conform voinței populare și nu conform unei Cărți sfinte, libertatea pentru un cetățean de a respecta sau nu obligațiile religioase, de a fi sau nu botezat, căsătorit sau înmormântat religios, libertatea de a practica sexualitatea fără scop reproductiv, libertatea femeii de a fi sau de a nu fi mamă, și multe altele asemănătoare. Din acest motiv, mulți clerici consideră și afirmă că mentalitatea francmasonică este ceva negativ, antireligios, sau chiar anti-spiritual. Există însă și clerici care socotesc că orice om poate ajunge la mântuire și la Dumnezeu prin propria sa credință și dezvoltare sufletească, ba chiar înafara religiilor: acești clerici nu văd nici-o incompatibilitate între credință și mentalitatea francmasonică, iar unii au fost francmasoni, ca de exemplu Mihail Ștefănescu zis „Melchisedec” (1823-1892), episcop al Dunării de Jos și al Romanului, istoric, om politic unionist și academician.
Pe planul juridic, mentalitatea francmasonică corespunde cu Dreptul pământean (a se citi ca opus dreptului Divin) care dă aceleași drepturi și aceleași datorii tuturor locuitorilor aceluiași stat, indiferent de starea, originile și convingerile lor, câtă vreme nu au încălcat legile sau câtă vreme și-au împlinit pedepsele. În schimb, nu corespunde cu Dreptul strămoșesc în care drepturile și datoriile sunt diferite de la o categorie de oameni la alta, și depind de starea, originile și convingerile lor.
Pe planul politic, mentalitatea francmasonică s-a manifestat în decursul istoriei prin mișcări care au militat în favoarea dreptului pământean și în favoarea democrației. În aceste mișcări se practicau încă de acum 250 de ani reguli de vot pe care astăzi majoritatea statelor din lume le-au adoptat, dar care în secolul XVIII, când niciun stat din lume nu era democratic, păreau utopice și chiar păcătoase (devreme ce autoritatea absolută a suveranilor și legile regatelor trebuiau să purceadă „din voia lui Dumnezeu”, nu din cea a „norodului”). Regulile de vot erau fixate printr-o Constituție concepută în comun și ea-însăși acceptată printr-un vot. Pentru a se ajunge la generalizarea acestor reguli în viața politică, au trebuit veacuri de lupte politice, câteodată violente. Lupta politică împotriva conservatorilor, a fost lungă și durează încă, pentru a ajunge la neutralitatea statului față de religii („laicitatea”, necesară libertății de conștiință pentru orice credincios sau necredincios, indiferent de convingerile sale), la egalitatea de drepturi între bărbați și femei, între oamenii sănătoși și cei handicapați, între heterosexuali și homosexuali, între albi, negri și orice alte neamuri, între diferitele clase sociale. Conservatorii nu admit astfel de reforme, fie în numele naturii (care, afirmă ei, a adaptat bărbatul la lupta cu viața în exterior și femeia la funcția maternă și casnică), fie în numele religiei (care, de pildă, nu admite nici homosexualitatea nici avortul). Conservatorii subliniază că atât natura, cât și religia, nu sunt democrații, și nu cunosc decât o singură formă de egalitate: cea din fața morții.

#### Răspândirea mentalității francmasonice
Fără să știe, mulți cetățeni sunt astăzi, în diferitele state ale lumii, profund influențați de mentalitatea francmasonică. Ei găsesc firești și normale o bună parte a ideilor răspândite de 250 de ani încoace de francmasoni, ca de exemplu legitimitatea progresului tehnic și științific, a dorinței de a scăpa de molime, de boli și de paraziți, democrația, egalitatea bărbați-femei față de lege, ne-obligativitatea religiei. Strămoșii noștri de acum câteva veacuri ar socoti societatea noastră de azi ca fiind păcătoasă, potrivnică voinței divine și legilor firești ale lumii. Țările în care majoritatea cetățenilor împărtășesc elementele de bază ale mentalității francmasonice, sunt cele mai puternice din lume și modelul lor social domină întreaga planetă, deși numărul francmasonilor propriu-ziși în lume nu depășește patru milioane de persoane. Nu o presupusă putere ocultă a francmasonilor explică acest succes, ci mult mai simplu, faptul că modelul social propus de francmasoni s-a dovedit cu timpul mai performant ca oricare altul, pentru a satisface nevoile fundamentale ale ființei umane, pe planurile material și sufletesc.

#### Confruntarea cu alte mentalități
Dar există evident în lume și alte modele de societate, mult mai tradiționale, bazate pe ideea că nu omul și nevoile sale primează, ci voința spiritelor sau zeilor, sau roata sorții, norocul sau ghinionul, „ce îi stă scris” fiecăruia, sau legile naturii. Aceste societăți corespund cu zone geografice unde democrația, drepturile umane, progresul tehnic și bunăstarea sunt mai puțin dezvoltate decât în țările dominate de mentalitatea francmasonică. Există de asemenea mentalități diferite și în țările dezvoltate: cea religioasă care dă prioritate mântuirii sufletului în scopul de a intra în rai, cea materialistă care socotește că scopul vieții este producția și acumularea bunurilor materiale, cea naționalistă care socotește neamul ca fiind un organism natural ale cărui interese primează, cea comunistă care dă prioritate proletariatului. Dacă aceste mentalități s-ar putea acorda între ele, mentalitatea francmasonică ar dispare repede de pe suprafața pământului.
În timp ce Samuel Huntington descrie lumea ca un spațiu de confruntare geografică al civilizațiilor, autori ca Mircea Eliade, Nae Ionescu, Emil Cioran, Jared Diamond sau Abraham Maslow au evocat în articole și interviuri, alt spațiu de confruntare al mentalităților: mintea omenească. Există astfel în noi, concomitent și în proporții mereu schimbătoare, mai multe tipuri de mentalități, al căror echilibru determină convingerile ce ne caracterizează :
- Mentalitatea primitivă socotește tot ce ne înconjoară, lucruri și ființe, ca simple resurse de exploatat.
- Mentalitatea antică socotește tot ce ne înconjoară ca ființe de supus și teritorii de cucerit în folosul neamului din care facem parte.
- Mentalitățile antică și medievală socotesc tot ce ne înconjoară ca fiind exprimarea voinței divine, ai cărei jucării suntem, vrând, ne-vrând, conștient sau nu.
- Mentalitatea pozitivistă socotește tot ce ne înconjoară ca fiind rezultatul unor legi naturale și a unui sens evolutiv spre progres, ale cărui rezultat („superior”) suntem.
- Mentalitatea francmasonică socotește tot ce ne înconjoară ca fiind rezultatul pe de-o parte al unor legi și hazarduri naturale, ce duc spre violență și competiție, iar pe de altă parte al luptei oamenilor pentru a se elibera de aceste legi, pentru a își crea noi legi, mai omenoase, și o lume mai pașnică.

Prezența simultană a acestor mentalități în noi, reprezintă diferite modalități de dezvoltare a culturii, a societății și a identității omenești; ele nu sunt totdeauna ușor de împăcat și astfel se explică în parte contrazicerile umane. În mentalitatea francmasonică, civilizația este comparată cu o grădină care trebuie în permanență să fie întreținută, ca să nu redevină un maidan plin de scaieți și de buruieni, și aceasta, atât la nivel individual (buna purtare, buna creștere), cât și la nivel colectiv.

## Francmasoneria în România

Emblema actuală a Marii Loji Naționale din România, cu inscripția „învinge sau mori“ în latină.

În România Francmasoneria este organizată în mai multe obediențe, Marea Lojă Națională Română fondată 1880, Marea Lojă Națională Unită din România, apoi Marea Lojă Națională din România, Marele Orient de Rit Scoțian Antic și Acceptat din România, Marea Lojă Regulară a României, Marea Lojă Națională a României, Marele Orient din România UMSOI și Marele Orient al României, precum și alte câteva obediențe mai mici, între care unele deschise și femeilor (Dreptul Uman din România, Marea Lojă Feminină a României, Marele Ordin Feminin Român). Aceste obediențe nu se recunosc reciproc.
Cea mai mare lojă din România este Marea Lojă Națională din România, unica recunoscută de UGLE, și internațional de alte Mari Loji regulare.
Există în România mai multe obediențe masonice : 
- Marea Lojă Națională Română fondată „1880”
- Marele Orient de Rit Scoțian Antic și Acceptat din România
- Marea Lojă Națională a României
- Marea Lojă Națională din România
- Marea Lojă a României
- Marea Lojă Națională Unită din România
- Marea Lojă Simbolică Română
- Marea Lojă Regulară a României
- Marele Ordin Feminin Român
- Marea Lojă Feminină a României
- Marele Orient al României
- Dreptul Uman din România
- Marea Lojă a Transilvaniei
- Marea Lojă Tradițională din România

În 2009 sunt aproximativ 7500 francmasoni în România, dintre care 7000 „regulari” (obediențele inițial anglo-saxone ale Marilor Loji naționale) și 500 „liberali” (obediențele franceze ale Marelui Orient și a Dreptului Uman). Pe lângă și printre acestea, există cercuri mai restrânse („gradele superioare”) care își inițiază membrii în cunoașterea mai profundă a simbolisticii și a istoriei esoterice și spirituale a omenirii.